# Gerardo Astorino
Gerardo Astorino (... – 1º novembre ...; fl. XVII secolo) è stato un pittore e architetto italiano.
Appartenente all'Ordine domenicano, è stato attivo a Palermo fino al 1665.

## Biografia
Compagno di Pietro Novelli in pittura, si segnala a partire dal terzo decennio del XVII secolo, per la poliedrica attività di frescante, incisore, decoratore e infine architetto. Tra i suoi committenti figurano le maggiori istituzioni religiose cittadine, l'alta aristocrazia locale e i Viceré spagnoli, nonché alcune delle importanti comunità forestiere residenti nella capitale siciliana.
Fu anche progettista di apparati decorativi effimeri per le feste cittadine. Suoi, tra gli altri, i disegni per le Feste di Santa Rosalia del 1625 e ancora del 1660.
Nel 1627 esegue per l'aristocratica Giovanna Branciforte un paramento da camera di raso dipinto con figure mitologiche, oggi perduto.
Nel 1636, per la Cappella di Sant'Eulalia, nella chiesa omonima, di proprietà della "Nazione catalana", dipinge la tela con Il Martirio di Sant'Eulalia. La tela è stata restaurata nel 2009 ed è oggi esposta presso la Galleria Regionale della Sicilia a Palazzo Abatellis.
Nel 1637, insieme a Pietro Novelli, Vincenzo La Barbera e Giuseppe Costantino è chiamato a dipingere le sale del duca di Montalto nel Palazzo dei Normanni.  Suo l'affresco de La seduta del Parlamento siciliano.
Nel 1663 realizza assieme a Pietro Novelli, la decorazione a fresco delle volte della chiesa di San Francesco d'Assisi. Ne sopravvive solo qualche brano. L'affresco raffigurante San Francesco con i Santi Angelo da Licata e Domenico di Guzman, riportato su tela, è oggi collocato sulla controfacciata della chiesa.
Nello stesso anno figura in qualità di architetto nei lavori di ripristino della chiesa di Sant'Agostino, resisi necessari in seguito ad un incendio.

## Opere
- 1646, Madonna di Monserrato, olio su tela, opera autografa documentata nella chiesa della Madonna di Monserrato dei «Benedettini di Spagna» di Palermo.[1]
- 1646, Madonna di Monserrato o Vergine fra angeli, olio su tela, opera autografa documentata nella Cappella della Madonna di Monserrato[8] della chiesa di Sant'Eulalia dei Catalani di Palermo.[1] Opera oggi custodita presso il Museo Diocesano di Palermo.[9]
- XVII secolo, San Sebastiano, olio su tela, opera documentata nella chiesa della Nunziata delli Spersi al Conservatorio di via Squarcialupo di Palermo.[1][10][11]
- XVII secolo, Estasi di San Francesco, olio su tela, opera custodita nella chiesa di San Giorgio dei Genovesi di Palermo.[12]